# Lista de unidades geomorfológicas de Minas Gerais por altitude
Abaixo segue a lista das unidades geomorfológicas mais altas de Minas Gerais:
| Ranking | Unidade geomorfológica     | Altitude (em metros) |
| ------- | -------------------------- | -------------------- |
| 1º      | Serra do Espinhaço         | 2.072                |
| 2º      | Planalto do São Francisco  | 1.000                |
| 3º      | Planalto Cristalino        | 800                  |
| 4º      | Planalto do Paraná         | 600                  |
| 5º      | Depressão do São Francisco | 500                  |